# Omicron Sagittarii
Omicron Sagittarii (Omicron Sgr, o Sagittarii, o Sgr) è una stella nella costellazione del Sagittario di magnitudine +3,77, distante 142 anni luce dal sistema solare.

## Osservazione
Si tratta di una stella situata nell'emisfero celeste australe, che avendo una declinazione di −21° è visibile solo più a sud della latitudine 69º N, mentre più a sud del parallelo 69º S diventa circumpolare. Data la sua magnitudine pari a 3,77, la si può osservare anche dai piccoli centri urbani senza difficoltà, sebbene un cielo non eccessivamente inquinato sia maggiormente indicato per la sua individuazione.

## Caratteristiche fisiche
Omicron Sagittarii è una gigante arancione di tipo spettrale K0III che ha ormai terminato l'idrogeno all'interno del suo nucleo da trasformare in elio, e si è trasformata in gigante espandendosi fino ad avere un raggio 11 volte quello solare, misura ottenuta partendo dal valore del suo diametro angolare. Ha una massa 2,1 M⊙, una temperatura superficiale di 4900 K e un'età stimata in poco più di 500 milioni di anni. La sua luminosità è 73 volte maggiore di quella del Sole e la sua magnitudine assoluta +0,46 in luce visibile, ma data la sua bassa temperatura superficiale la stella emette la sua radiazione soprattutto nell'infrarosso, arrivando ad avere una magnitudine assoluta di −1,64 nella banda K.